# Meleh Kabūd-e ‘Olyā
Meleh Kabūd-e ‘Olyā (persiska: مِلِه كَبودِ عُليا, مَلِه كَبود, مَلِه كَبُّد, مله کبود علیا) är en ort i Iran.   Den ligger i provinsen Lorestan, i den nordvästra delen av landet, 400 km väster om huvudstaden Teheran. Meleh Kabūd-e ‘Olyā ligger 2 076 meter över havet och antalet invånare är 212.
Terrängen runt Meleh Kabūd-e ‘Olyā är kuperad. Runt Meleh Kabūd-e ‘Olyā är det ganska tätbefolkat, med 56 invånare per kvadratkilometer. Närmaste större samhälle är Harsīn, 19,1 km väster om Meleh Kabūd-e ‘Olyā. Trakten runt Meleh Kabūd-e ‘Olyā består i huvudsak av gräsmarker.